# 전송 속도
전자 통신 분야에서 전송 속도란 어떤 네트워크 또는 시스템의 한 지점에서 다른 지점으로 데이터가 이동하는 속도를 말한다. 이것은 단위 시간(보통 1초) 동안 한 지점에서 다른 지점으로 옮겨진 데이터의 양을 나타낸다. 일정 기간 동안 전송한 정보의 양을 전송한 시간으로 나누는 방법으로 측정하며, 이것은 측정시간 동안의 평균 전송속도를 나타낸다. 단위로는 초당 비트수(bps)를 가장 많이 사용하며, 필요에 따라 초당 문자수(cps), 초당 블록수, 초당 패킷수, 보오(baud) 등을 쓰기도 한다.

## 유효 전송속도
유효 전송속도란 정보처리원과 정보발생원 사이에서 제어신호와 관련된 오버헤드를 제외한 순수한 정보만을 전달하는 속도이다. 유효 속도라고도 한다.

## 같이 보기
- 장치 대역폭 목록